# Prudy (Kaliningrad, Prawdinsk)
Prudy (russisch Пруды, deutsch Abbarten) ist ein Ort in der russischen Oblast Kaliningrad (Gebiet Königsberg (Preußen)) und gehört zur Domnowskoje selskoje posselenije (Landgemeinde Domnowo (Domnau)) im Rajon Prawdinsk (Kreis Friedland (Ostpr.)).

## Geographische Lage
Prudy liegt sieben Kilometer südwestlich von Prawdinsk (Friedland) und ist über Antonowo (Grünwalde) auf einer Nebenstraße zu erreichen, die über Roschtschino (Georgenau) zur Fernstraße A 196 (ehemalige deutsche Reichsstraße 131) unweit des jetzt erloschenen Ortes Perewalowo (Schwönau) führt und weiter bis Oktjabrskoje (Klein Schönau) an der Fernstraße R 512 verläuft.
Eine Bahnanbindung besteht nicht. Bis 1945 war Preußisch Wilten (heute russisch: Snamenskoje) die nächste Bahnstation an der Strecke von Königsberg (heute russisch: Kaliningrad) nach Heilsberg (heute polnisch: Lidzbark Warmiński), die nicht mehr in Betrieb ist.

## Geschichte
In der Zeit der Prußen befand sich an der Stelle von Abbarten vermutlich die Siedlung Kaburthen. Das deutsche Dorf findet erstmals 1533 urkundliche Erwähnung. Im 17. Jahrhundert erscheint als erster Käufer des Gutes Wolf von Creytzen, der bereits die Güter in Sillginnen (heute polnisch: Silginy) und Groß Peisten (polnisch: Piasty Wielkie) besaß. Von seinem Enkel erwarb Ernst Finck von Finckenstein-Gilgenburg (1633–1717) das Gut als Mitgift anlässlich der Hochzeit seiner Tochter Charlotte Sophie mit Otto Ernst von Rautter. Deren Sohn Carl Friedrich von Rautter ließ 1750 ein eingeschossiges Gutshaus mit hohem Mansarddach errichten.
Am 11. Juni 1875 wurde Abbarten Sitz und namensgebender Ort des Amtsbezirks Abbarten. In ihn waren die beiden Gutsbezirke Abbarten und Georgenau (russisch: Roschtschino) sowie die Landgemeinde Deutsch Wilten (Jermakowo) eingegliedert, und er gehörte bis 1927 zum Landkreis Friedland, ab 1927 zum Landkreis Bartenstein (Ostpr.) im Regierungsbezirk Königsberg der preußischen Provinz Ostpreußen. 
Am 4. Januar 1886 wurde das Abbartener Vorwerk Sophienthal (russisch: Demjanowo) in den Gutsbezirk Lawo (Krupino) umgegliedert. Lebten 1885 noch 193 Einwohner in Abbarten, so waren es im Jahre 1910 bereits 209. Am 1. November 1928 gab der Gutsbezirk Abbarten mit dem Vorwerk Ludwigshof seine Eigenständigkeit auf und wurde in die Landgemeinde Deutsch Wilten (Jermakowo) eingegliedert. Am 4. Mai 1930 folgte die Umbenennung des Amtsbezirks Abbarten in „Amtsbezirk Deutsch Wilten“.
Infolge des Zweiten Weltkrieges kam Abbarten mit dem nördlichen Ostpreußen zur Sowjetunion und erhielt 1950 die russische Bezeichnung „Prudy“. Bis zum Jahre 2009 war der Ort in den Poretschinski sowjet (Dorfsowjet Poretschje (Allenau)) eingegliedert und ist seither – aufgrund einer Struktur- und Verwaltungsreform – eine als „Siedlung“ (russisch: possjolok) eingestufte Ortschaft innerhalb der Domnowskoje selskoje posselenije (Landgemeinde Domnowo (Domnau)) im Rajon Prawdinsk der Oblast Kaliningrad.

## Kirche
Aufgrund seiner überwiegend evangelischen Bevölkerung war Abbarten mit Ludwigshof vor 1945 in das Kirchspiel Georgenau (russisch: Roschtschino) eingepfarrt. Es gehörte zum Kirchenkreis Friedland (heute russisch: Prawdinsk), danach zum Kirchenkreis Bartenstein (heute polnisch: Bartoszyce) in der Kirchenprovinz Ostpreußen der Kirche der Altpreußischen Union.
Heute besteht für Prudy eine kirchliche Verbindung nach Domnowo (Domnau), dessen evangelische Kirchengemeinde eine Filialgemeinde der Auferstehungskirche in  Kaliningrad (Königsberg) ist. Sie gehört zur Propstei Kaliningrad der Evangelisch-Lutherischen Kirche Europäisches Russland (ELKER).